# Leptura latipennis
Leptura latipennis là một loài bọ cánh cứng trong họ Cerambycidae.